# Бобровая (приток Избасса)
Бобро́вая — река восточных отрогов Кузнецкого Алатау, левый приток реки Избасс (бассейн реки Чёрный Июс). Длина реки 16 км. Протекает по территории Орджоникидзевского района. Исток — в 8,5 км южнее села Приисковое (54° 33′ с. ш. 88° 40′ в. д.) на восточном склоне одноимённой горы, устье — в 2 км от устья реки Избасс. Абсолютная высота истока около 260 м, устья — около 740 м. Бобровая имеет 5 мелких притоков без названия. Режим реки подчиняется общим закономерностям этой области.

## Данные водного реестра
По данным государственного водного реестра России относится к Верхнеобскому бассейновому округу, водохозяйственный участок реки — Чулым от истока до г. Ачинск, речной подбассейн реки — Чулым. Речной бассейн реки — (Верхняя) Обь до впадения Иртыша.